# 황학동
황학동(黃鶴洞)은 서울특별시 중구의 동이다.

## 개요
황학동이란 동명이 생긴 유래는 정확하지 않으나 1936년에 만든 《대경성정도》에 의하면 당시 이곳이 대부분 논밭이었는데 ‘황학’이 날아왔었다는 이야기가 있어 이에 비롯된 듯하며, 또한 현재 신당5동 관내에 옛날 자연부락의 하나인 ‘백학동’이 있기 때문에 여기에 대비하여 황학동이란 동명이 생기지 않았나 하는 추측을 가능하게 한다.
조선 초기 한성부를 5부 52방으로 나눌때 한성부에 포함되지 않았는데 1751년 영조 27년에 반포된 《도성 3군문 분계총록》에 의하면 남부 두모방(성외) 신당리계였으며, 갑오개혁 때는 한성부 남서 두모방(성외) 왕십리계 신당동으로, 이듬해 5월 26일에는 한성부 남부 신당리동이 되었다. 1936년 4월 1일 황학동은 신당정으로 개칭되어 경기도에서 경성부로 편입 되었으며, 1943년 6월 10일 성동구 신당정이 되었다. 광복 후 일제식 동명 변경에 따라 서울시 성동구 신당동으로 불리다가 그 후 신당동에서 법정동으로 분리되어 황학동으로서의 명칭을 가지게 되었으나, 1970년 5월 18일 신당8동으로 개칭되었다. 1975년 10월 1일 성동구에서 중구로 편입되었고 이때 상왕십리동 일부가 황학동으로 편입되었고, 1978년 10월 10일 신당제8동이 황학동으로 개칭되면서 신당동의 일부도 황학동에 편입되어 현재와 같은 구역의 확정이 이루어졌다.

## 법정동
- 황학동

## 명소
- 서울중앙시장
- 황학어린이공원
- 황학동 가구거리

30여년의 전통의 황학동 주방가구 및 가구거리에는 400여 개의 업소가 밀집돼 있다. 전국외식업소 주방용기의 80%가 이곳에서 조달된다. 서울의 명물인 중고품 시장과 함께 외식업소 창업자들의 방문 필수코스로, 업종별 주방그릇을 저렴한 가격에 구매할 수 있을 뿐만 아니라, 주방설비 상담부터 시공까지 한 번에 해결할 수 있다.

## 교통
- ● 서울 지하철 2호선, ● 서울 지하철 6호선 신당역

## 같이 보기
- 대한민국의 행정 구역